# Ota Zaremba
Otakar „Ota” Zaremba (ur. 22 kwietnia 1957 w Karwinie) – czeski sztangista, mistrz olimpijski i mistrz świata.
Największym osiągnięciem sztangisty jest złoty medal igrzysk olimpijskich w Moskwie (1980) w kategorii do 100 kg, gdzie zdobył również mistrzostwo świata.
Sportowiec Roku 1980 w Czechosłowacji.
W 2010 r. wstąpił do nacjonalistycznej Partii Robotniczej Sprawiedliwości Społecznej (DSSS).